# Nauset
Els nauset eren una tribu índia algonquina que vivia al cap Cod (Massachusetts), raó per la qual també foren anomenats Cape Indians. Lingüísticament són molt relacionats amb els wampanoag i els narragansett. Eren 515 individus el 1695, però el 1802 només en sobrevivien 4. Avui se'ls considera extints.
La seva alimentació es basava en la pesca, però també conreaven moresc i pèsols, eren semisedentaris i es movien entre assentaments fixos amb canvis estacionals de recursos alimentaris.
Contactaren amb els blancs ben aviat, degut a la importància estratègica del seu territori, i ja foren visitats per Samuel de Champlain el 1606.
D'antuvi es mostraren hostils als blancs de l'assentament de Plymouth, però després n'esdevingueren aliats i amics, els donaren menjar el 1622 i més tard ajudaren els colons contra els wampanoag en la Guerra del Rei Felip del 1675.
Quan s'acabà el conflicte, es van fer cristians, i des del 1710 s'organitzaren en esglésies, però patiren una forta epidèmia de febres, i el 1802 només en sobrevivien 4. Alguns altres se’ls uniren mestissos.
L'àrea coneguda com a Hyannis rebé aquest nom pel sachem nauset Iyannough.